# Bedtime Stories (KATSUMIのアルバム)
『Bedtime Stories』（ベッドタイム・ストーリーズ）は、KATSUMIの17枚目の会場限定CD。

## 内容
ライブ会場限定で販売されている会場限定CDの17作目。
公式ファンクラブ「Hip Bird Club」会員のみ、ファンクラブ運営の通信販売にて購入することができる。
ディスクはCD-R仕様となっている。
リーフレットには自身によるライナーノーツが掲載されている。

## 収録曲
特記以外作詞・作曲・編曲：KATSUMI
1. 何も言わずに 〜2013 version〜
作曲：井上慎二郎
14thシングル収録楽曲を新録。
2. Never Say Goodbye 〜2013 version〜
7thオリジナル・アルバム『奇蹟のゲーム』収録楽曲を新録。
3. ごめんね
新曲。プロデュースを担当していた女性歌手に書き下ろしたが、お蔵入りとなった[1]。